# Castelnaudary
Castelnaudary är en kommun i departementet Aude i regionen Occitanien  i södra Frankrike. Kommunen chef-lieu för kantonerna Castelnaudary-Nord och Castelnaudary-Sud i arrondissementet Carcassonne. År 2022 hade Castelnaudary 12 212 invånare.

## Befolkningsutveckling
Antalet invånare i kommunen Castelnaudary
Referens: INSEE